# Lippelo
Lippelo és un antic municipi de Bèlgica a la Província d'Anvers, regat pel Grote Molenbeek. L'1 de gener de 1977, quan es va fusionar amb Sint-Amands, tenia 975 habitants. El primer esment escrit «Lippinglo» data del segle xvii. El prefix lipping té un origen francic, i se suposa que ja en aquesta època hi havia un assentament agrícola. El sufix -lo indica una terra humida, sense cultivar, amb baixa vegetació boscosa i bruc. Junts amb Malderen i Liezele formava un feu en indivisió entre el duc de Brabant, el senyor de Grimbergen i la casa de Bergues. El municipi va ser creat a final del segle xviii per la reforma administrativa durant l'ocupació francesa. Des de l'1 de gener de 2019 fa part del municipi nou de Puurs-Sint-Amands.

## Llocs d'interés
- El castell dels comtes Gravenkasteel
- El castell Hof te Melis
- L'església de Sant Esteve. Va ser saquejada per Bernat de Merode quan aquest va fugir de Mechelen amb la seva guarnició abans la Fúria espanyola el 1572, camí cap a la Répública de les Províncies Unides.